# Alcis irrufata
Alcis irrufata là một loài bướm đêm trong họ Geometridae.